# 토미 조셉
토마스 리차드 조셉(Thomas Richard Joseph, 1991년 7월 16일 ~ )은 미국의 전 야구 선수이자, 현 마이너 리그 세인트루시 메츠의 타격코치이다.

## 선수 시절

### 미국 프로야구 시절
2011년에 필라델피아 필리스에 입단하였다.

### 한국 프로야구 시절

#### LG 트윈스시절
2019년에 아도니스 가르시아를 대체할 외국인 야수로 영입되었다.
그러나 부상으로 별 다른 활약을 보이지 못하며 2019년 6월 28일에 1군에서 말소됐고, 2019년 7월 10일에 방출됐다. 그의 대체 용병으로는 카를로스 페게로가 영입되었다.

### 미국 프로야구 복귀
2019년에 보스턴 레드삭스와 마이너 계약을 했다.

## 야구선수 은퇴 후
2021년부터 세인트루시 메츠의 타격코치로 활동한다.